# Moon Deoksu
Moon Deoksu (Hangul: 문덕수), (Haman-gun, Provincia de Gyeongsang del Sur, 17 de octubre de 1928-Seúl, 13 de marzo de 2020) fue un poeta surcoreano.

## Biografía
Moon Deoksu nació el 17 de octubre de 1928 en Haman, provincia  de Gyeongsang del Sur, Corea del Sur. Se graduó en la Universidad Hongik y realizó el doctorado en la Universidad de Corea. Trabajó para la revista Shidan y colaboró en muchas organizaciones, como presidente de la Asociación Coreana de Literatura; presidente de la Asociación de Poetas Modernos; vicepresidente y presidente de la división coreana de P.E.N.; representante del comité coreano para la Unión Internacional de Poetas y presidente de la Fundación para Cultura y las Artes de Corea. Fue profesor en la Universidad de Jeju y en la Universidad Hongik, y decano del departamento de educación en esta última institución.
Falleció en el Hospital Shinchon Yosei de Seúl el 13 de marzo de 2020 a los 91 años. El funeral se celebró el día 16 de marzo, fue enterrado en Cementerio Nacional de Daejeon Zhang.

## Obra
Sus seudónimos son Simsan y Cheongtae. Debutó en la literatura en 1955 con la publicación en Literatura contemporánea (Hyeondae munhak) de "Silencio" (Chimmuk), "El fósil" (Hwaseok) y "En el viento" (Baram sogeseo) por recomendación de Yoo Chihwan.
El Instituto de Traducción Literaria de Corea describe así su trabajo:
La poesía de Moon Deoksu se puede divir en tres categorías, según cuando fue escrita. En sus primeras recopilaciones Éxtasis (Hwanghol) y Línea y espacio (Seon, Gonggan), describe cómo trabaja la mente humana y la creatividad en un estilo sin contenciones de asociación libre y en ocasiones de escritura automática. La segunda categoría está formada por las recopilaciones El mar al amanecer (Saebyeok bada), Campo de flores eternas (Yeongwonhan kkotbat) y Solo los sobrevivientes recibimos de nuevo a junio (Saranameun urideulmani dasi Yuworeaul maja). Aquí critica severamente la civilización contemporánea, que permite que proliferen la inmoralidad, el conformismo, la estandarización, la simplificación y los absurdos que han producido como resultado una deshumanización general. El tercer y último grupo incluye las recopilaciones Tendiendo puentes (Dari noki), Disminuyendo poco a poco (Jogeumssik jurimyeonseo), La niebla de tus palabras (Geudae malsseumui angae) y Allegro por el encuentro (Mannameul wihan allegeuro). Combina temas y preocupaciones conservadoras con experimentos literarios para producir una crítica efectiva de la civilización, la naturaleza y las formas poéticas anquilosadas. Rechaza abiertamente la lógica dicotómica, especialmente en la literatura. Su obra se caracteriza por la inquietud y la sed de innovación. Se lo ha elogiado por crear sofisticadas formas para capturar la naturaleza de los sentimientos psicológicos y por emplear el lenguaje como material para construir símbolos. Además de los volúmenes de poesía, ha publicado obras teóricas como Entendiendo la literatura contemporánea (Hyeondae munhagui ihae), Teoría de la poesía coreana contemporánea (Hyeondae hanguk siron), Un estudio del modernismo en Corea (Hanguk modeonijeum yeongu) y Literatura realista y humanista (Hyeonsil gwa hyumeonijeum munhak).

## Obras en coreano (lista parcial)
Recopilaciones de poesía
- Éxtasis
- Línea y espacio
- El mar al amanecer
- Campo de flores eternas
- Solo los sobrevivientes recibimos de nuevo a junio
- Tendiendo puentes
- Disminuyendo poco a poco
- La niebla de tus palabras
- Allegro por el encuentro

Crítica y teoría
- Entendiendo la literatura contemporánea
- Teoría de la poesía coreana contemporánea
- Estudio del modernismo en Corea
- Realismo y modernismo en la literatura

## Premios
- Premio de Literatura Contemporánea (1974)
- Premio de Cultura y Artes de la República de Corea (1970)
- Premio de la Escuela de Editores de Corea (1981)
- Orden Presidencial al Mérito por la Educación (1983)
- Premio literario P.E.N. de Corea (1985)